# Simon d'Artois
Simon d'Artois (North Vancouver, 26 de enero de 1992) es un deportista canadiense que compite en esquí acrobático.
Ganó una medalla de plata en el Campeonato Mundial de Esquí Acrobático de 2021, en la prueba de halfpipe. Adicionalmente, consiguió una medalla de oro en los X Games de Invierno.

## Medallero internacional
| Campeonato Mundial | Campeonato Mundial     | Campeonato Mundial | Campeonato Mundial |
| Año                | Lugar                  | Medalla            | Prueba             |
| ------------------ | ---------------------- | ------------------ | ------------------ |
| 2021               | Aspen (Estados Unidos) | Medalla de plata   | Halfpipe           |

| X Games de Invierno | X Games de Invierno    | X Games de Invierno | X Games de Invierno |
| Año                 | Lugar                  | Medalla             | Prueba              |
| ------------------- | ---------------------- | ------------------- | ------------------- |
| 2015                | Aspen (Estados Unidos) | Medalla de oro      | Superpipe           |